# Ludvík Lazar Zamenhof
Ludvík Lazar Zamenhof (pol. Ludwik Łazarz Zamenhof) (15. prosince 1859 Bělostok – 14. dubna 1917 Varšava) byl oční lékař, filolog a tvůrce esperanta, umělého jazyka určeného pro mezinárodní komunikaci.

## Život

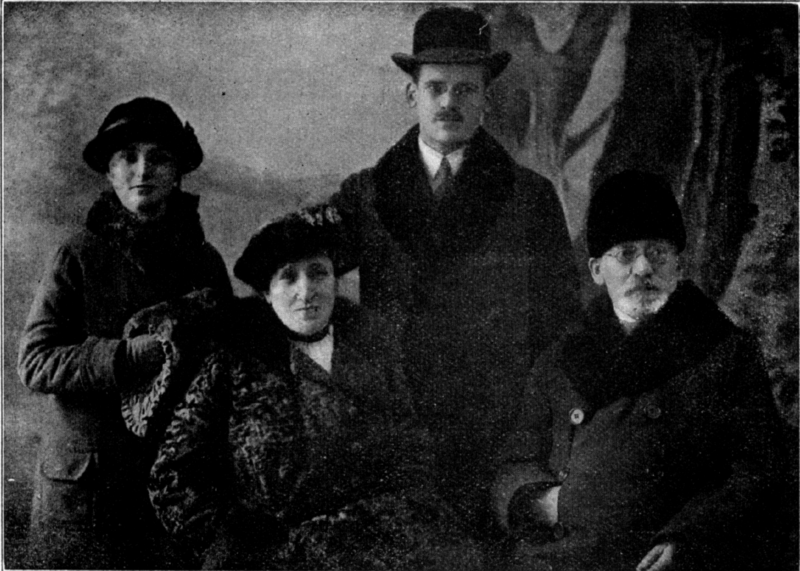
L. L. Zamenhof s rodinou.

Narodil se 15. prosince 1859 v polském městě Bělostoku (tehdy součást Ruského impéria). Jeho původní křestní jméno bylo Eliezer (v jidiš Lejzer, v ruštině Lazar). Byl nejstarším synem 22letého učitele jazyků Mordechaje (Marka) Zamenhofa a jeho o tři roky mladší manželky Liby Rochly (Rozálie), kterým se postupně narodilo dalších 10 dětí (z nichž 2 záhy zemřely). Za svůj rodný jazyk považoval ruštinu, kterou mluvil jeho otec (případně běloruštinu, která tehdy nebyla považována za odlišnou od ruštiny a která možná měla silný vliv na fonologii esperanta). Odmalička mluvil ale také jidiš, který se naučil od matky. Jak vyrůstal, mluvil častěji polsky a v tomto jazyce později vychovával své děti. Jeho otec byl učitelem němčiny a Zamenhof hovořil plynně také německy, ačkoliv ne tak přirozeně jako jidiš. Později se naučil také francouzsky, latinsky, řecky, hebrejsky a anglicky a zajímal se o italštinu, španělštinu a litevštinu.

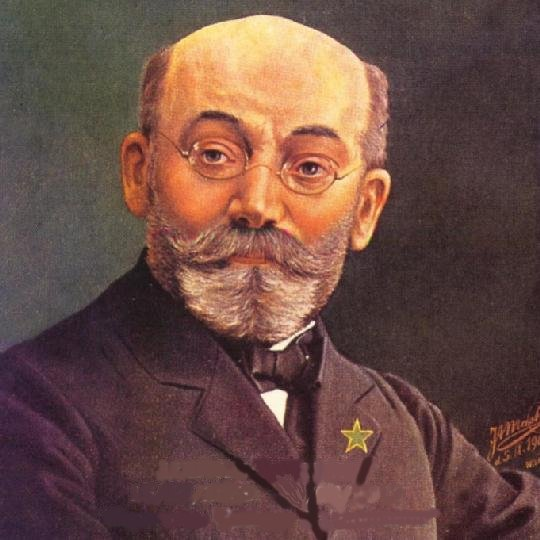
L. L. Zamenhof

Studoval na gymnáziu, poté se zapsal na lékařskou fakultu Moskevské univerzity.
Koncem roku 1885 po ukončení studií zahájil praxi očního lékaře v Płocku. Již rok nato ale odjel do Vídně, kde měl zdokonalit své odborné znalosti. Poté se navrací do Varšavy, kde zahajuje lékařskou praxi a poznává pozdější manželku Kláru Zilbernikovou. Její otec byl synem rabína a ačkoli měl náboženské vzdělání, provozoval továrnu na mýdlo. 

Manželům Zamenhofovým se narodili postupně čtyři synové a pět dcer.

## Zamenhof a židovská otázka
Zamenhof sám se považoval za ruského Žida, ve skutečnosti patřil k aškenázské skupině litváků. Od dětství byl formován i setkáváním s antisemitismem.
V Bělostoku žily kromě jidiš hovořící židovské většiny ještě další tři jazykové skupiny: Poláci, Němci a Bělorusové. Trápilo jej, když musel pozorovat jejich časté vzájemné neshody. Došel k názoru, že hlavní příčinou nedůvěry a nepřátelství mezi národy jsou jazykové bariéry. Domníval se, že tento problém je možné odstranit zavedením nového společného jazyka, který by hrál úlohu neutrálního komunikačního prostředku mezi lidmi z různého etnického a jazykového prostředí. 

Angažoval se rovněž v sionistickém hnutí, je připomínán jako hybatel sionismu ještě před vystoupením Theodora Herzla; nejprve byl skeptický k emigraci do Palestiny (tvrdil, že zřízení židovského státu nedovolí Turci, vládci Osmanské říše) a podporoval spíše novou vlast zřídit v Jižní Americe, později se přiklonil k většinovému názoru. Byl členem hnutí Chibat Cion a později založil hnutí tzv. hilelistů. Toto hnutí hilelismu vychází z jeho spisu Hilelismus: Plán pro
řešení židovské otázky, sepsaného v ruštině. Zamenhof předpokládal všelidské bratrství všech Židů na základě mezinárodního jazyka i univerzálního monoteismu. 

Zamenhof uvedl: Cítíme a uznáváme existenci Nejvyšší síly vládnoucí světu a tuto sílu nazýváme Bůh. – Bůh vložil své zákony do srdce každého člověka v podobě svědomí. Vždy poslouchej hlas svého svědomí, neboť je to nikdy neutichající hlas Boží. – Základ všech zákonů, daných nám Bohem, je možno vyjádřit následujícím
pravidlem: Miluj svého bližního a čiň druhým to, co chceš, aby činili oni tobě a nikdy veřejně ani vskrytu nečiň nic, o čem Ti tvůj vnitřní hlas říká, že by to
nebylo Bohu milé. Všechny ostatní příkazy, které můžeš slyšet od svých učitelů a vůdců a které se neslučují s těmito třemi body náboženství, jsou jen lidskými komentáři, jež mohou být jak pravdivé, tak mylné.
| Esperanto |  |
| |  |
| Jazyk |  |
| |  |
| - Akademie esperanta - Gramatika - Slovníky - Esperantologie - Abeceda - Číslovky - Fundamento - lernu! - Letní škola esperanta                                                                             |  |
| |  |
| Organizace |  |
| |  |
| - UEA - TEJO - E@I - EEU - SAT - Český esperantský svaz - Česká esperantská mládež - Esperantské kluby - Katolíci                                                                                           |  |
| |  |
| Dějiny |  |
| |  |
| - Ludvík Lazar Zamenhof - Časová osa - Buloňská deklarace - Ido-schizma - Krize ata/ita - Neutrální Moresnet - Interhelpo - Pražský manifest - Bona Espero - Esperantské město                              |  |
| |  |
| Kultura |  |
| |  |
| - Esperantská setkání - Pasporta Servo - Hudba - Rozhlas - Finvenkismus - Homaranismus - Kabei - Politika - La Espero - Stelo - Symboly (vlajka) - UK - IJK - Esperantista - Rodilí mluvčí - Zamenhofův den |  |
| |  |
| Literatura |  |
| |  |
| - Autoři - Esperantské časopisy - Esperantské slovníky - PIV - Wikipedie - KAEST |  |
| |  |
| Úhly pohledu |  |
| |  |
| - Propedeutická hodnota - Srovnání s idem - Srovnání s interlinguou - Reformy - Odpor vůči esperantu |  |

## Práce na mezinárodním jazyce
O vytvoření umělého jazyka se poprvé pokusil již na gymnáziu, kdy vytvořil první koncepci tohoto jazyka, který nazval "Lingwe Uniwersala" (1878). Mezi svými přáteli získal příznivce svého projektu, ale dospělí reagovali na jeho dílo vesměs s posměšky, či ho považovali přímo za blázna. Otec si na něm vynutil slib, že dokud neukončí svá studia, nebude se svému projektu věnovat.
Ačkoliv Ludvík měl primární zájem o jazyky, poslechl otcovo přání zajistit si existenci a odjel do Moskvy na fakultu medicíny, neboť to byl jediný obor, který Židé tehdy v carské říši směli studovat. Snažil se pilně vzdělávat a přivydělávat si na živobytí, přesto zde často trpěl zimou i hladem.
V březnu 1881 byl při atentátu zabit car Alexandr II. a politická situace a nacionalistické nálady se značně přiostřily. Když se záhy poté Ludvík vrátil na prázdniny domů, zjistil, že navzdory dohodě mezitím otec projekt jeho jazyka spálil. Patrně se obával, že materiál by mohl být považován za součást židovského proticarského spiknutí.
Ani tato těžká ztráta však Ludvíka od jeho snu neodradila. Během následného studia medicíny ve Varšavě tajně po paměti svůj jazyk znovu zrekonstruoval a dále jej zdokonaloval a prověřoval na překladech.
V srpnu 1886 se seznámil ve Varšavě s o 4 roky mladší Kejlou (Klarou) Silbernik, dcerou obchodníka z litevského Kaunasu, která zde pobývala u své sestry. Záhy se spřátelili a když se jí svěřil se svým jazykem, setkal se kupodivu s její podporou a nadšením. Dne 30. března oznámili své zasnoubení.
Pro první učebnici svého mezinárodního jazyka Ludvík obtížně hledal vydavatele, na několika místech byl odmítnut. 2. června získal pro ruské vydání souhlas cenzora – naštěstí to byl známý jeho otce, který považoval dílko za neškodnou fantazii. Knihu se mu nakonec podařilo vydat 26. července 1887 ve Varšavě v nakladatelství Kelter pod pseudonymem Dr. Esperanto (Dr. Doufající). Název učebnice zněl "Unua libro" (První kniha) a samotný jazykový projekt byl označen jednoduše jako "mezinárodní jazyk". Název "esperanto" přešel z pseudonymu na jazyk až později. Ještě před vydáním této učebnice udělal Zamenhof několik překladů světové beletrie, aby zjistil, zda je možno jazyk plnohodnotně využívat.
Kniha mohla vyjít především díky podpoře jeho tchána a snoubenky Kláry. Dva týdny před svatbou na vydání padla velká část jejího věna. Po první verzi v ruštině ještě téhož roku vyšla učebnice i ve verzi polské, německé a francouzské a následně v dalších jazycích.
Již v této první knize se Zamenhof zřekl veškerých autorských práv. Prohlásil, že nechce být považován za tvůrce, ale pouze za iniciátora jazyka. Vyzval čtenáře, aby mu během roku posílali své kritiky a návrhy na případné změny v jazyce a na jejich základě navrhne konečnou podobu základů jazyka.
V době po náhlém rozpadu slibně se rozvíjejícího hnutí kolem jazyka Volapük nebylo celkové klima pro přijetí nového jazyka příznivé. Proto Ludvík očekával opravdu s velkým napětím první reakce. A ty přišly záhy a v překvapivě hojném počtu a byly vesměs pozitivní. Povzbuzen, vydal již v r. 1888 své odpovědi na došlé dopisy ve formě publikace „Dua Libro“ („Druhá kniha“).
Zamenhof vytvořením esperanta navázal na práce filozofů 17. století jako byli René Descartes, Gottfried Wilhelm Leibniz či Jan Amos Komenský, který mezinárodnímu jazyku věnoval spis Panglottia. Málo známá je skutečnost, že Jméno Ludvík si vybral až v 17 letech jako své tzv. gójské jméno na počest anglického myslitele a lingvisty Francise Lodwicka (1619-1694), o němž se dočetl právě v dílech Komenského, a který byl mj. autorem univerzální abecedy a plánového jazyka.

## Literární tvorba
Celou svojí tvorbou se věnoval esperantu, vydal několik učebnic, cvičebnic a jiných knih, nutných pro učení se novému jazyku. Za důležité považoval, aby jazyk byl spjat s vlastní tvorbou, proto v něm psal básně. Literární hodnota těchto básní není velká a jejich význam je spíše popularizační.
Zamenhof působil také jako redaktor prvního esperantského časopisu La Esperantisto a přispíval do časopisu La Revuo. Všechny Zamenhofovy články, pojednání, předmluvy k různým dílům, dopisy aj. vyšly v rozsáhlé sbírce Originala Verkaro (Původní dílo).

### Filologická tvorba
- Meždunarodnyj jazyk, dnes mezi esperantisty běžně zvaná Unua Libro (První kniha), jedná se o učebnici esperanta v ruštině, která vyšla 26. července 1887. Tuto učebnici vydal pod pseudonymem Dr. Esperanto (Doktor Doufající). Jednalo se o čtyřicetistránkovou brožuru, která obsahovala předmluvu, šestnáct mluvnických pravidel, cvičebnici a univerzální slovník s 917 kmeny a několik básní. Ještě v roce 1887 vyšlo polské, německé, francouzské a o rok později vydání anglické.[7]
- Dua Libro (Druhá kniha), z roku 1887 byla napsána pouze v esperantu.
- Fundamenta Krestomatio (Základní čítanka), která představuje různé slohy různých autorů a shrnuje vývoj jazyka do tehdejší doby. Obsahuje povídky, legendy, pohádky, vědecké a populárně vědecké články, básně, pojednání aj. Všechny jsou buď od Zamenhofa samotného nebo jím zkontrolovány. Zvlášť důležitá je jeho esej Esenco Kaj Estonteco de la Ideo de la Lingvo Internacia (Podstata a budoucnost ideje mezinárodního jazyka).
- Fundamento de Esperanto (Základ esperanta), filologické dílo, které je složeno ze tří částí: mluvnice, cvičebnice a univerzální slovník. Toto dílo je závazné jak pro autora, tak pro všechny esperantisty. Přestože v tomto díle nelze nic škrtat ani měnit, lze přidávat a rozšiřovat, umožňuje toto kodifikační dílo další vývoj esperanta.
- Lingvaj Respondoj (Jazykové odpovědi) obsahuje rady o správném užívání esperanta.
- Proverbaro Esperanta (Esperantská přísloví)
- Vortoj de Zamenhof (Slova Zamenhofova), jedná se o Zamenhofovy kongresové projevy
- Originala Verkaro (Původní dílo), sebrané články, předmluvy, dopisy atp. Toto dílo redigoval redakce prof. J. Dietterle.

 
Kromě vyjmenovaných děl je Zamenhof autorem či spoluautorem několika slovníků.

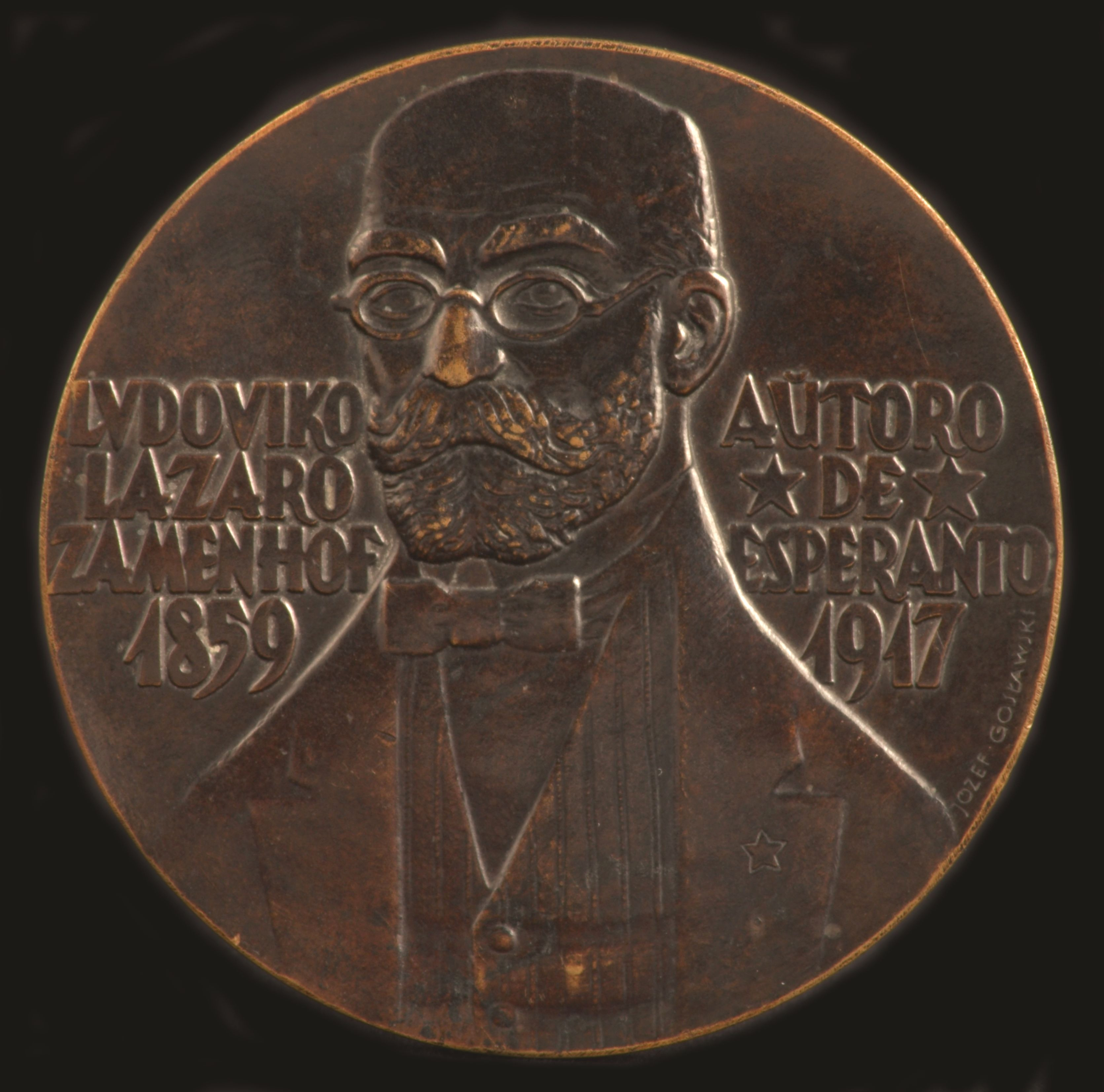
Medaile s Ludvikem Lazarem Zamenhofem na líci (Józef Gosławski, 1959)

### Poezie
- Mia Penso (Má myšlenka)
- Ho, Mia Kor' (Ach, srdce moje)
- La Espero (Naděje – stala se hymnou esperantistů)
- La Vojo (Cesta)
- Al la Fratoj (Bratřím)
- Preĝo sub la Verda Standardo (Modlitba pod zeleným praporem)
- Pluvo (Déšť).

### Překlady
Za nejdůležitější část jeho díla lze považovat jeho překlady do esperanta, protože právě díky překladům se mu podařilo jazyk rozvinout, rozšířit jeho pružnost, začal tvořit první obraty, metafory atp.
Přeložil řadu děl světové literatury, za nejvýznamnější lze považovat překlad Starého zákona (Malnova Testamento). K dalším jím přeloženým významným dílům patří Hamlet (Hamleto) od W. Shakespeara, Dickensův Boj o život (La Batalo de l'Vivo). Z německé klasiky pak přeložil Goethovo dílo Ifigenie v Tauridě (Ifigenio En Taurido) a Schillerovy Loupežníky (La Rabistoj). Dále přeložil Revizora (La Revizoro) od N. V. Gogola, čtyři díly pohádek (Fabeloj) od H. Ch. Andersena. Mezi jeho méně známé překlady patří překlady děl Marta od E. Orzeszkowe, Georgo Dandin od J. B. Molièra a La Rabeno de Baharah od H. Heineho.
Velká část jeho překladů byla založena na originále, ale některá díla překládal i na základě již existujících překladů do jiných jazyků (jestliže jazyk originálu sám nedostatečně ovládal), či takovéto překlady používal jako pomůcku při překladu z originálu. Zamenhof hovořil plynně rusky, německy a polsky, pasivně dobře ovládal latinu, hebrejštinu a francouzštinu, menší znalosti měl také v řečtině, angličtině a italštině.

## Zajímavosti
- Výročí jeho narození (15. prosinec) slaví esperantisté každoročně jako tzv. Zamenhofův den[2] nebo také jako Den esperantské knihy či kultury.
- Na jeho počest byla pojmenována planetka Zamenhof.
- Dosud je dokumentováno více než 1000 památníků a veřejných prostranství v 54 zemích nesoucích jméno Zamenhof nebo jeho původní pseudonym Esperanto (zdroj online).
- Zamenhof byl čtrnáctkrát nominován na Nobelovu cenu míru.[9]
- V souvislosti se 100. výročím jeho úmrtí UNESCO zařadilo dr. Zamenhofa do oficiálního seznamu významných výročí roku 2017.[10]
- Má pamětní desku i ve Františkových Lázních.
- V Praze se nachází jednosměrná autobusová zastávka Zamenhofova mezi zastávkami Radiová a Spalovna Malešice na linkách 181, 182 a 183.

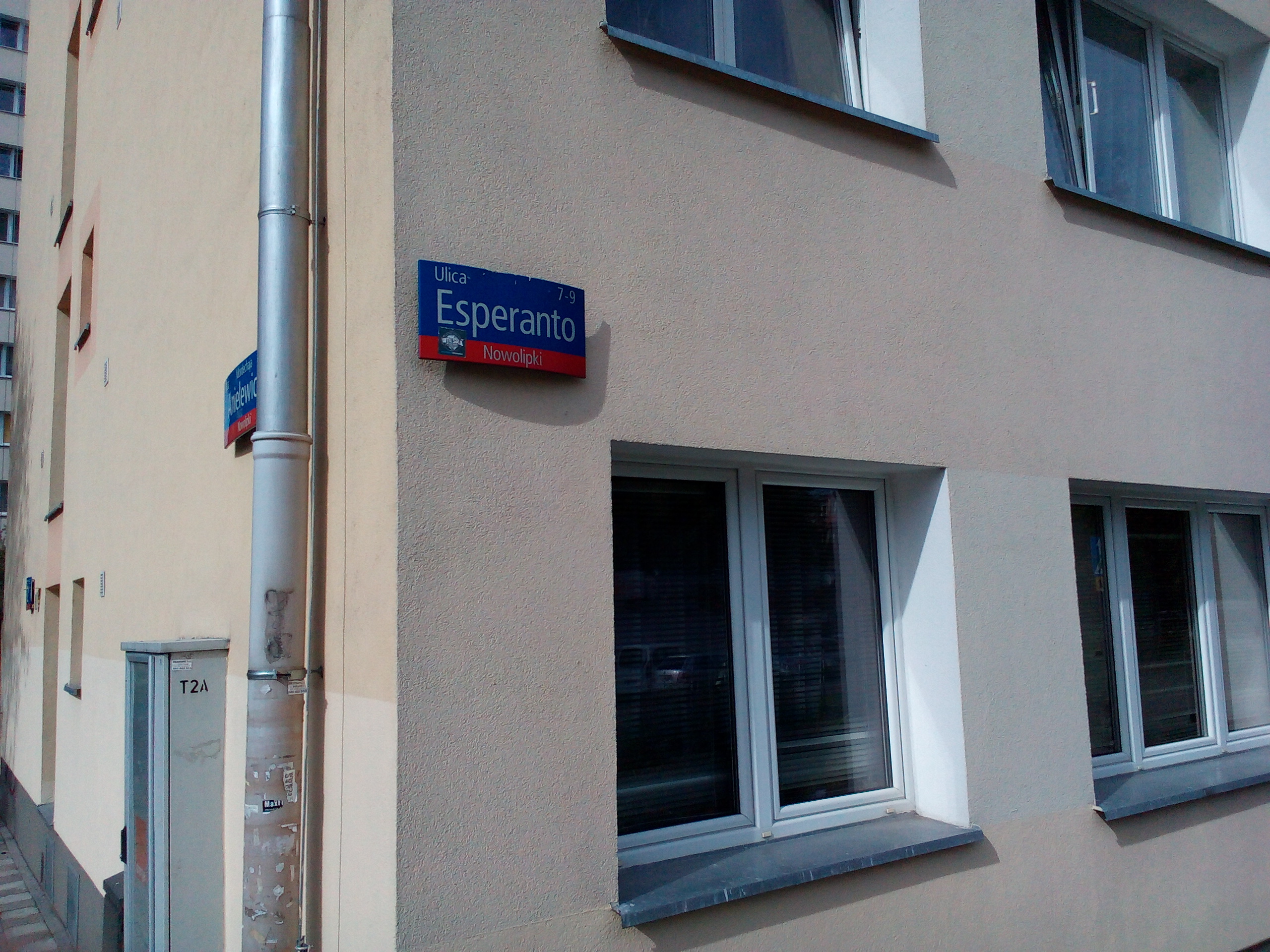
Ulica Esperanto ve Varšavě
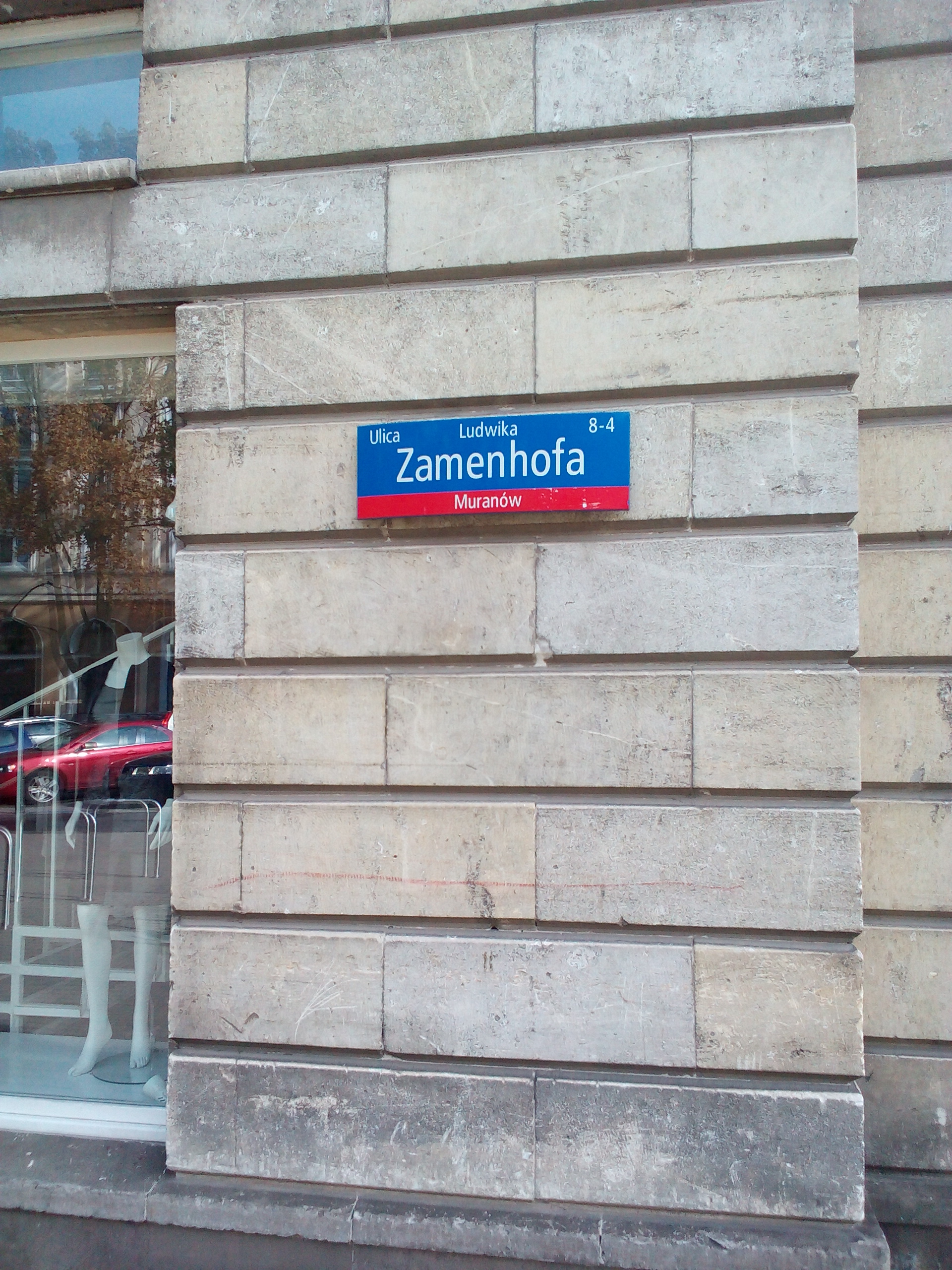
Zamenhofova ulice ve Varšavě
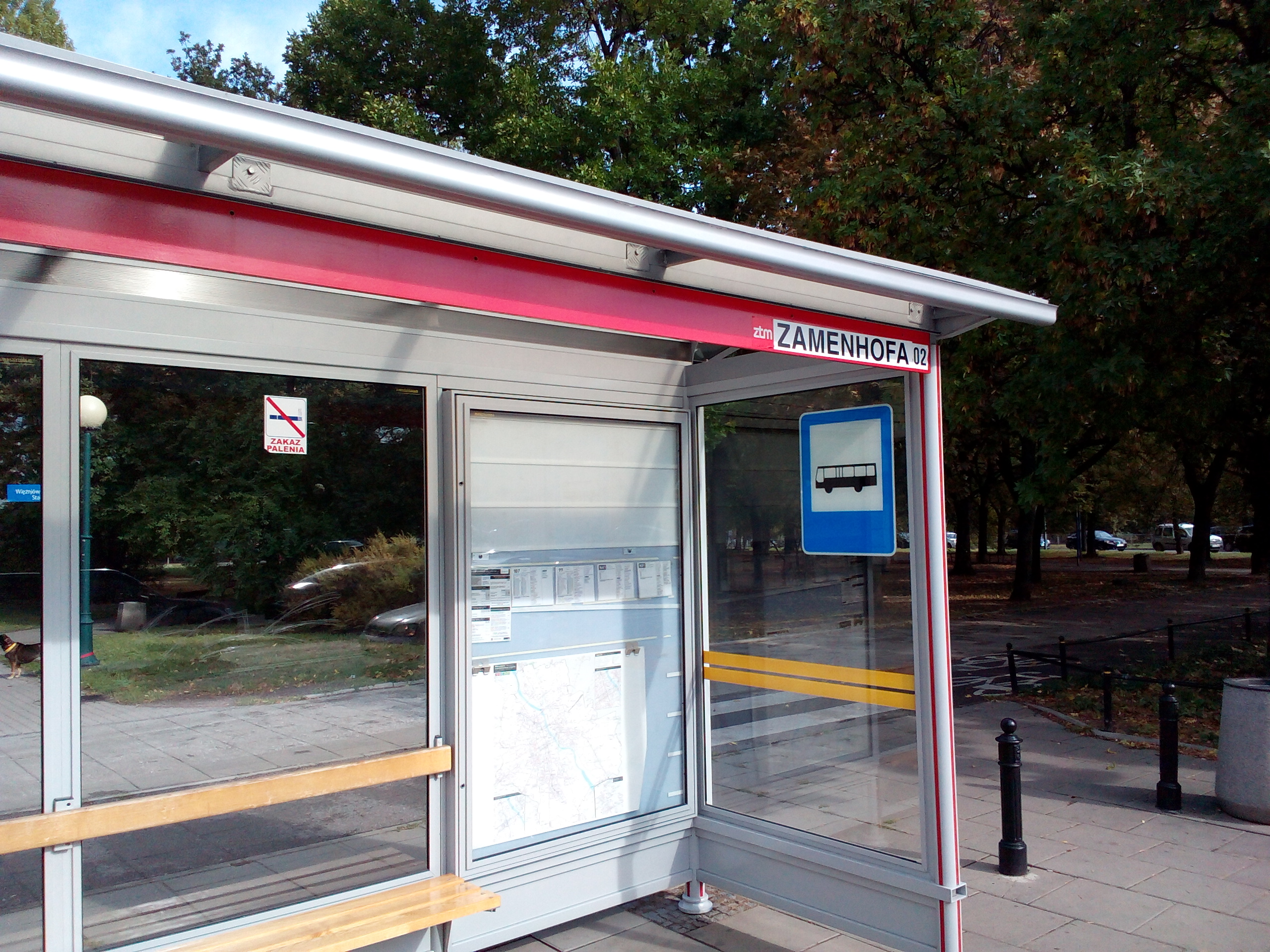
Autobusová zastávka Zamenhofa ve Varšavě
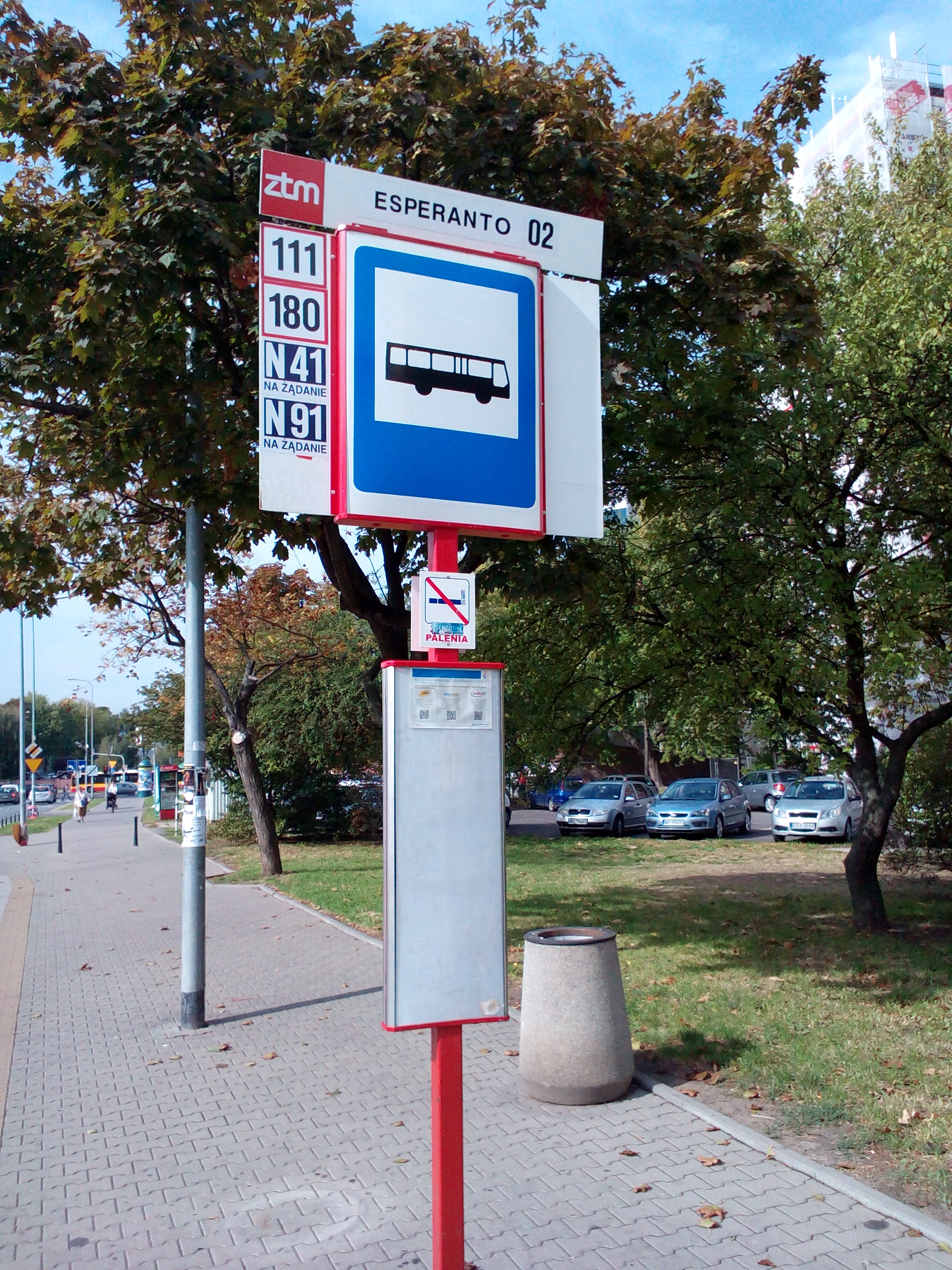
Autobusová zastávka Esperanto ve Varšavě
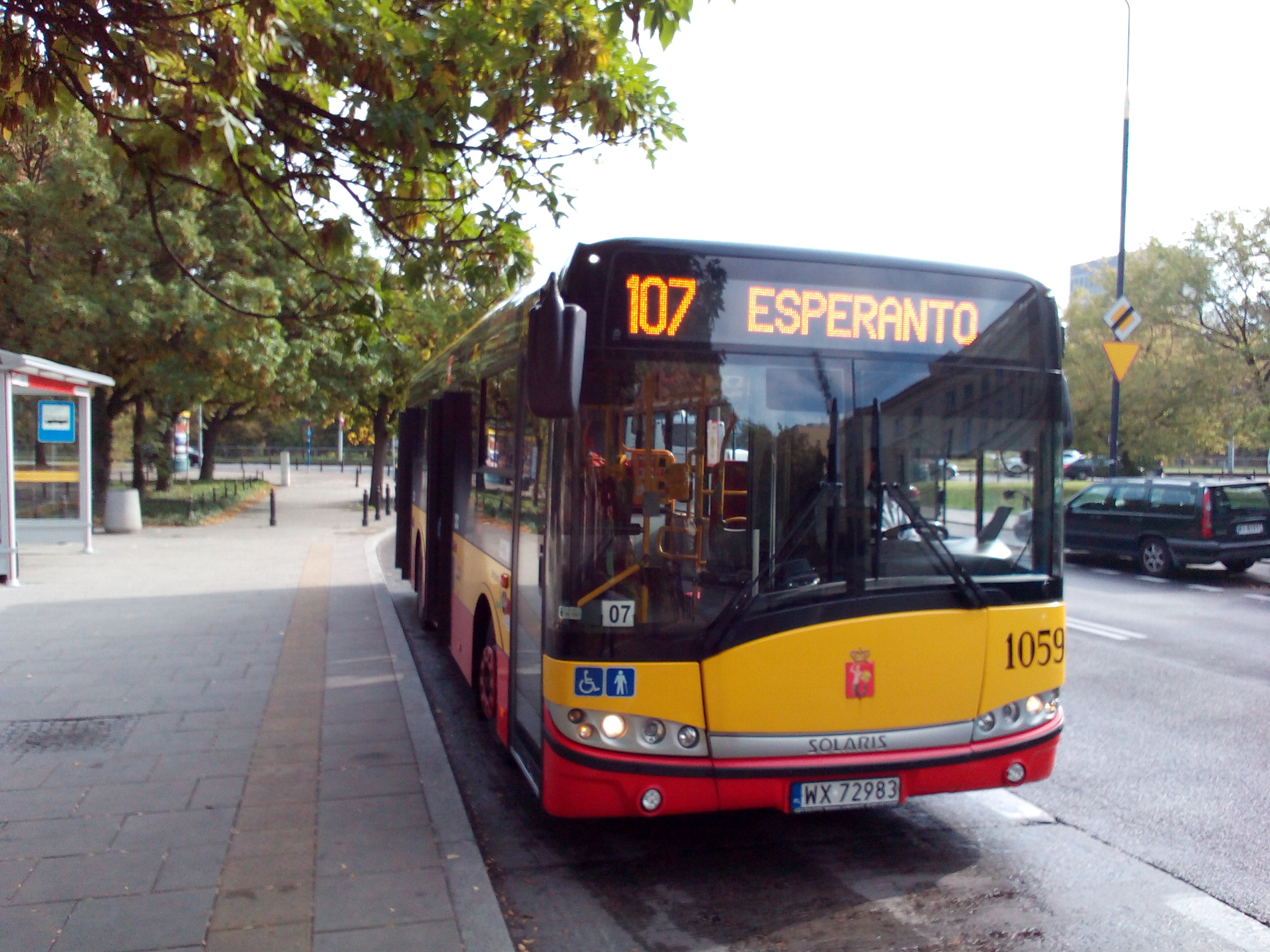
Autobus ve Varšavě na lince směrem na zastávku Esperanto